# Ur-du-kuga
Ur-du-kuga va ser el tretzè rei de la dinastia d'Isin a Sumer cap al segle xviii aC.
Va succeir Iter-pisha. La Llista de reis sumeris li dona un regnat de 4 anys. El va succeir Sin-magir de filiació desconeguda.